# Sjarhej Lištvan
Sjarhej Mikalaevič Lištvan (in bielorusso Сяргей Мікалаевіч Ліштван?; 5 novembre 1970) è un ex lottatore bielorusso, specializzato nella lotta greco-romana.

## Palmarès

### Olimpiadi
- 1 medaglia:
  - 1 argento (Atlanta 1996 nei -100 kg)